# Otto II. (Bentheim-Tecklenburg)
Otto II. (um * 1215; † nach 1279) war etwa seit 1248 Graf von Bentheim (als solcher auch Otto IV., genannt) und Burggraf von Utrecht. Seit etwa 1262 war er als Otto II. (als solcher auch Otto III. genannt) auch Graf von Tecklenburg.

## Familie
Er stammte aus dem Geschlecht der Gerulfinger, die die Grafen von Holland und Bentheim stellten. Er war Sohn von Balduin I. (der Tapfere). Der Name der Mutter ist nicht bekannt.
Er war in erster Ehe mit einer Jutta nicht bekannter Herkunft verheiratet. Aus dieser Ehe stammte die Tochter Jutta, die mit Christian III. von Oldenburg verheiratet war. Die zweite Ehe mit Heilwig von Tecklenburg brachte die Kinder Otto III. von Tecklenburg, Egbert I. von Bentheim und Gertrud, Äbtissin im Stift Metelen und Walraven I. von Bentheim.

## Leben
Er war Nachfolger seines Vaters als Graf von Bentheim und Burggraf von Utrecht. Er unterstützte den mit ihm familiär verbundenen König Wilhelm von Holland. Zeitweise war er in Gefangenschaft des Bischofs von Utrecht. Dieser ließ ihn vor der Freilassung die Urfehde beschwören und musste Teile seiner Besitzungen vom Bischof zu Lehen nehmen.
Da der Sohn seines Schwiegervaters Heinrich 1248 verstorben war, war die Frau Ottos zusammen mit ihrer Schwester Erbin von Tecklenburg. Er unterstützte seinen sich immer mehr zurückziehenden Schwiegervater Otto I. von Tecklenburg bei der Regierung.
Nach dessen Tod 1262 wurde Otto von Bentheim auch Graf von Tecklenburg und Vogt des Stifts Metelen. Zunächst übte er die Herrschaft zusammen mit seinem Schwager Heinrich von Oldenburg aus. Beide arbeiten zusammen um dem Kloster Corvey Besitzungen in ihrem Machtbereich zu entreißen. Beide gehörten auch dem Bündnis an, dass sich gegen den Kölner Erzbischof Engelbert II. von Falkenburg wandte und im Sieg und der Gefangennahme des Erzbischofs in der Schlacht bei Zülpich 1267 seinen Höhepunkt erreichte. Beide schlossen sich 1268 einem breiten Friedensbündnis westfälischer Städte und Fürsten an. Eine wichtige Rolle für die Sicherheit spielte das Bündnis mit den Grafen von der Mark.
Im Laufe der Zeit scheint es zu einer Besitzteilung gekommen zu sein. Otto übte immer mehr Einfluss als Graf von Tecklenburg aus, während Heinrich die Herrschaft über einen Teil der Herrschaft Vlotho und nur einen Teil Tecklenburg innehatte. Im Jahr 1267 kam es dann zu einer Abmachung Ottos mit seinem Bruder Egbert über das bentheimsche Erbe. Dabei fiel Ottos Anteil an Vlotho an Egbert. Auch die Herrschaft Malsen, die Burggrafschaft Utrecht und anderen holländischen Besitzungen kamen an Egbert. Dafür war er Herr über die ungeteilten Grafschaften Bentheim und Tecklenburg. Allerdings bestand ein Teil der Besitzungen aus Lehen unterschiedlicher Herren. So stand Otto in Lehnsabhängigkeit zu den Erzbischöfen von Bremen, den Bischöfen von Münster, Osnabrück und Utrecht. Auch bestanden Verbindungen zu den Grafen von Geldern.
In seiner Zeit baute er die Burgen aus und verbesserte die Verwaltung. Er trug zur Gründung des Klosters Marienkamp bei. Als letzte Handlung als Graf vermachte er dem Kloster Oesede einen Zehnten. Noch zu seiner Lebzeit wurde auch das Kloster Schale gegründet.
Die Herrschaft über Tecklenburg hatte er noch zu Lebzeiten dem Sohn Otto und die über Bentheim seinem Sohn Egbert übertragen. Seine letzten Jahre verbrachte er zurückgezogen als Ritter im Haus des Deutschen Ordens in Utrecht. Deren Besitz hat er zuvor durch reiche Schenkungen vermehrt.